# RMS Baltic (1903)

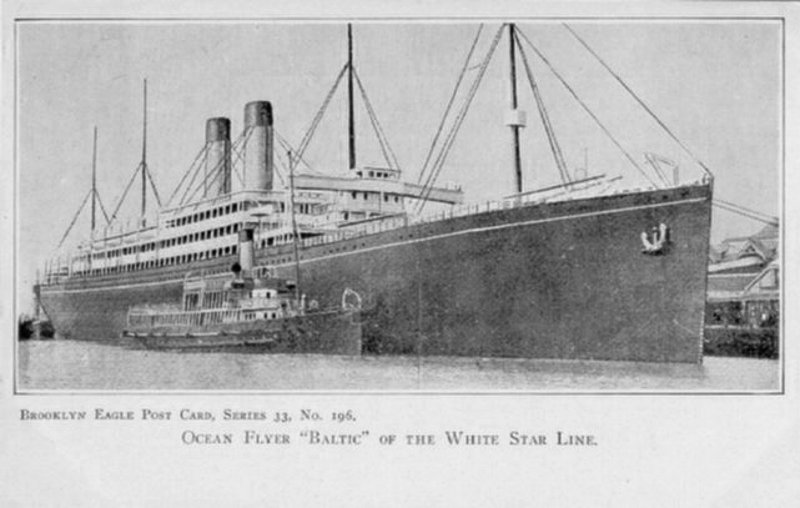
RMS Baltic.

RMS Baltic var en brittisk Atlantångare sjösatt 1903, som gick i trafik mellan 1904 och 1933. Hon byggdes på varvet Harland and Wolff i Belfast och ägdes av White Star Line. Hon var världens största fartyg fram till 1905 och räknades till "de fyra stora".
Under fartygets jungfrufärd 1904 hade hon kapten Edward Smith som befälhavare. 1909 undsatte RMS Baltic White Star Lines fartyg RMS Republic som kolliderat med SS Florida i tjock dimma utanför Nantucket. Detta var den första gången som nödanropet CQD sändes ut via Marconisändare till sjöss. Ett fåtal personer dog i kollisionen, men resterande passagerare och besättning kunde räddas. Baltic fick ta ombord majoriteten av Republics passagerare och skeppa dem vidare till New York.
Den 14 april 1912 var RMS Baltic ett av många fartyg som sände ut isvarningar till RMS Titanic. Kaptenen på Baltic mottog på natten den 15 april nödsignaler från Titanic, men var för långt borta för att vara till någon hjälp.
Under första världskriget gjorde Baltic flera lyckade turer mellan USA och Storbritannien med viktigt gods och viktiga passagerare. Under 1920-talet gick hon i trafik mellan Liverpool och New York. I september 1932 gjorde hon sin sista resa med passagerare och skrotades i Osaka 1933.